# Рябуха, Дмитрий Евдокимович
Дмитрий Евдокимович Рябуха (18 марта 1922—1973) — русский поэт и писатель советского Казахстана, переводчик с казахского.

## Биография
Родился в селе Преображенка Зайсанского уезда Семипалатинской губернии (ныне в Кокпетинском районе Восточно-Казахстанской области). В 1939 окончил 10-й класс, потом годичные педагогические курсы в Семипалатинске. Работал в школе.
С 1952 года — журналист: сотрудник газеты «Учитель Казахстана», заведующий отделом в журнале «Советский Казахстан» (ныне «Простор»), старший редактор Казлитиздата (ныне издательство «Жазушы»). Выйдя на пенсию по инвалидности (зрение), полностью посвятил себя литературному творчеству.
Первая книга стихов «Колхозное поле» издана в 1950 году. Потом вышли поэтические сборники и книжки для детей «Дорогой мира» (1953), «Новоселы» (1956), «Малыши» (1956), «Навстречу жизни» (1957), «О тех, кто рядом» (1959), «Маляр небесных гор» (1960), «Сказка о правде» (1961), «Свирель Аманжола» (1963), «Мы на земле не гости» (1964), «Фигуры с натуры» (1966), «Чиликане» (1968), «Россыпь людская» (1971), «По вехам лет: Избранное» (1973).
Переводил на русский язык произведения Аскара Токмагамбетова, Марьям Хакимжановой, Жумагали Саина, Сырбая Мауленова, Капана Сатыбалдина и других казахских писателей.
Награждён медалью «За доблестный труд в Великой Отечественной войне 1941—1945 гг.», почётной грамотой ЦК ВЛКСМ.